# Media Key Block
La Media Key Block (MKB) és una clau que s'engloba dins del sistema de protecció anticòpia (DRM) AACS. Aquest sistema és utilitzat per a protegir obres contingudes en els formats Blu-ray i HD-DVD i ha estat impulsat per grans empreses tant de la indústria cinematogràfica com de l'electrònica de consum com: IBM, Intel, Microsoft, Matsushita (Panasonic), Sony, Toshiba, The Walt Disney Company i Warner.
En concret, la clau MKB es troba en el suport físic (el disc) juntament amb el contingut protegit (encriptat) i té la funció de validar els dispositius reproductors, ja siguin programari o maquinari, i obtenir, a partir dels seus codis, la clau que permetrà desencriptar el contingut del disc o Media Key (MK), sempre que aquell dispositiu no hagi vist compromesa la seva seguretat.

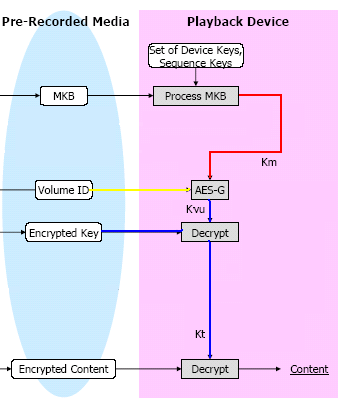
Procés de desencriptzació AACS

## Com funciona
Els discs (Blu-Ray o HD-DVD) contenen el contingut xifrat (usualment vídeo), l'identificador de volum anomenat VID (Volume ID) les Encrypted Title Key i la clau de desxifrat, és a dir, la MKB. Aquesta última també es troba xifrada per a evitar que pugui ser extreta del disc i ser manipulada i/o reproduïda per un altre dispositiu no autoritzat. A la banda del reproductor, aquest disposarà d'unes claus, pròpies per a cada model, anomenades Device Keys, que són concedides per l'organització AACS. En el moment de la reproducció, una d'aquestes claus desxifra la MKB continguda en el disc i com a resultat d'aquest procés obtenim la Media Key.
La Media Key es combina amb el VID (Volume ID) i s'origina la Volume Unique Key (KVU) que finalment permet desxifrar les Encrypted Title Key i obtenir les Title Keys que finalment permeten desxifrar el contingut del disc i visualitzar-lo D'aquesta manera aquest sistema permet protegir obres concretes davant models de dispositius reproductors que hagin estat compromesos. Aquest sistema permet, doncs, modificar la MKB en següents reedicions d'una obra per a inhabilitar-ne la reproducció en alguns altres dispositius tot permetent que la resta en puguin visualitzar el contingut.

## Estructura de la clau

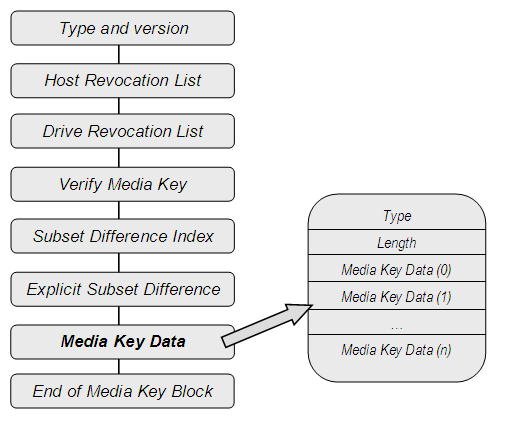
Estructura de la Media Key Block

Tot i que de funcionament aparentment senzill, la clau MKB que es troba en el suport físic dels continguts protegits segueix una estructura complexa. Aquesta es distribueix en blocs, on es defineixen la versió de la mateixa clau, la llista de dispositius que han estat revocats, ja siguin equips informàtics o reproductors de sobretaula, un camp per a confirmar la validesa de la MKB així com altres camps destinats a especificar paràmetres de l'algorisme de desencriptat i a definir l'estructura de la mateixa clau a més a més de la clau en si. La clau MKB, pròpiament dita, es troba dins el camp Media Key Data Record i pren una longitud variable però sempre múltiple de 4 bytes.

## Vulnerabilitats i inconvenients
Moltes associacions de consumidors protesten davant d'aquest sistema de protecció anticòpia doncs pot dur a que equips físics no puguin reproduir algunes obres tot i no violar cap propietat intel·lectual. Aquesta situació pot ser deguda al fet que s'intentin reproduir les obres en dispositius antics i, per tant, no homologats per la AACS, però també perquè el model del dispositiu hagi estat compromès per algú, fent així que tots els propietaris del mateix model vegin revocat el seu reproductor. Aquesta situació ha empitjorat amb la recent publicació en múltiples llocs web de la Media Key, és a dir, la clau que permet desencriptar el Volume ID, i al seu torn, l'obra protegida, sense necessitat de disposar d'un dispositiu homologat ni d'una Media Key Block vàlida. Això és especialment greu doncs actualment totes les obres comparteixen el mateix Volume ID i aquest no és més senzill d'aconseguir.